# 斑棘椒雀鯛
斑棘椒雀鯛（学名：Plectroglyphidodon obreptus），又稱斑棘高身雀鯛，為輻鰭魚綱鱸形目雀鯛科椒雀鯛屬的其中一種，分布於印度太平洋區，從印度、斯里蘭卡至澳洲、北至琉球群島、臺灣海域，深度2至10公尺，本魚體呈卵圓形且側扁，身體和中鰭一般為棕色至近黑色，身體腹側蒼白，鰭遠端漸變為煙灰色，兩側鱗片邊緣有黑色條紋，呈一系列橫帶，頭部和兩側散佈著一些藍色的小斑點，腹鰭和臀鰭前方呈亮藍色，嘴唇暗棕色，背鰭硬棘13枚、背鰭軟條14-16枚、臀鰭硬棘2枚、臀鰭軟條12-14枚，體長可達12公分，棲息在臨海湧浪的礁石區，單獨活動，以藻類為食，繁殖期時成對出現，雄魚會守護魚卵，可做為觀賞魚。